# Боян Ангелов
Боян Ангелов Иванов е български писател.

## Биография
Роден е на 27 август 1955 година в Панагюрище Завършва Философия и Българска филология в Софийския държавен университет. Печели аспирантура в Института за философски изследвания при Българската академия на науките и през 1992 година получава научната и образователна степен доктор.
Работи като редактор и главен редактор в столични издания, в Министерството на културата, в Комитета за телевизия и радио. От 1990 до 2002 година и понастоящем е главен редактор на списание „Читалище“. Бил е заместник-председател на Съюза на народните читалища, след това – председател на фондация „Читалище-1870“, издател на сп. „Читалище“. От 1998 до 2005 г. живее и работи в Швейцария, където завършва антропософска педагогика и социална психология с признат докторат, преподавал и специализирал в областта на гьотеанистиката, антропософската естетика, историята на философията, социалната и педагогическа психология. От края на 2012 година е директор на издателство „Български писател“. От юни 2014 година е председател на Съюза на българските писатели.
Член е на Съюза на българските журналисти.
Негови творби като самостоятелни книги или участия в сборници и периодични издания са превеждани на редица езици: руски, английски, френски, немски, украински, чешки, полски, унгарски, сърбохърватски, гръцки, испански, италиански, турски, китайски, фламандски, норвежки, японски, арабски и др. Превежда от немски, руски, френски и гръцки език.
Член е на Националния съвет на Българската социалистическа партия.

## Награди
- Носител на Националната награда за поезия „Яворов и морето“ в Поморие (2008).
- Носител на Международната литературна награда „Гогол“, учредена от медия клуба в Чернигов със съдействието на Националния съюз на писателите на Украйна (2014, заедно с Елка Няголова и Димитър Христов, както и още 11 украински литератори и бизнесмени)[3].
- Носител на Международната литературна награда „Григорий Сковорода“ (Украйна, 2015, наред с Елка Няголова и още 8 литератори)[4].
- Носител на Националната награда за литературна критика на Министерство на културата и Община Панагюрище „Нешо Бончев“ (2014)[5].
- Носител (заедно с Румен Денев) на Националната награда за патриотична поезия „Иван Нивянин“ в Борован (2014)[6][7].
- Носител на Международната литературна награда „Книжовен Дедал“ (Македония, 2015).
- Носител е на Националната награда за литература „Захарий Стоянов“, учредена от едноименното издателство (2016).[8][9][10]
- Носител е на Националната награда за поезия „Никола Фурнаджиев“ (2016).[11][12][13]
- Носител е на Националната литературна награда за поезия „Слав Хр. Караславов“ (2017).[14]
- През 2017 г. е номиниран от дружествата на писателите в Пазарджик и Хасково към Съюза на българските писатели за наградата за литература и изкуство „Добри Чинтулов“ на Община Сливен[15], но за носител е избран актьорът Ивайло Христов[16].
- Носител на Националната литературна награда „Богдан Овесянин“ в Стрелча (2018).[17][18]
- Първи носител на Националната награда за литература „Христо Смирненски“, учредена от Българската социалистическа партия и Съюза на българските писатели (2019).[19]
- Носител на Националната литературна награда „Ламар“ (2020), учредена от община Троян със съдействието на Съюза на българските писатели.[20][21][22][23]
- Носител на Годишната награда на СБП за поезия за „Реставрация на обелиска“ (2020).[24][25]
- Носител на Националната Вазова награда за 2021 г.[26][27]
- Награден с орден „Св. св. Кирил и Методий“ – огърлие, за особено значимите му заслуги в областта на културата и изкуството.[28]
- Носител на Националната литературна награда „Тодор Влайков“ (2022).[29]
- Носител на Националната награда за поезия „Георги Джагаров“ (2024).[30]
- Носител на Националната литературна награда „Иван Динков“ (2024).[31][32]

### Поезия на български език
- „А върху ножа – детелина“ – издателство „Народна младеж“, 1985
- „Животът остава“ – издателство „Народна младеж“, 1989
- „Разрушение на естетиката“ – издателство „Сателит-55“, 1990
- „Тиара“ – издателство „Читалище“, 1991
- „А момичета светят от смях“ – издателство „Рал колобър“, 1994
- „Делтата на другия живот“ – издателство „Богианна“, 1995
- „Скали от вятър“ – издателство „Богианна“, 1997
- „Еос“ – издателство „Български писател“, 1998
- „Помилване“ – издателство „Богианна“, 2002
- „Цветовете на тъгата“ – издателство „Богианна“ (Българо-швейцарска академия), 2003
- „Протагонистика“ – издателство „Богианна“ (Българо-швейцарска академия), 2005
- „Поетеон“ – огледални хайку – издателство „Богианна“, 2005
- „Пристанище в средата на душата“ – издателство „Фондация Читалище 1870“, 2005
- „Съзерцание“ – издателство „Богианна“, 2006
- „Византийска мозайка“ – издателство „Български писател“, 2008
- „Отрицание на отрицанието“ – издателство „Богианна“ (Българо-швейцарска академия), 2009
- „Ъндърграунд“ – издателство „Богианна“ (Българо-швейцарска академия), 2012
- „Разговор с мълчанието“ – издателство „Богианна“, 2012
- „Хълмовете нямат полумрак“ – издателство „Български писател“, 2013
- „59 отстояния“ – издателство „Български писател“, 2014
- „Далнина“ – издателство „Захарий Стоянов“, 2015
- „Едикула“ – издателство „Богианна“, 2016
- „Поледица“ – издателство „Захарий Стоянов“, 2016
- „Помръкнала е реката“ – издателство „Български писател“, 2017
- „В сянката на хоругвите“ – издателство „Захарий Стоянов“, 2017
- „Последна риза" – издателство „Захарий Стоянов“, 2018
- „Почти на поглед“ – издателство „Богианна“, 2019
- „Реставрация на обелиска“ – издателство „Захарий Стоянов“, 2019
- „Универсум“ – издателство „Лексикон“, 2020
- „Ако изобщо има бряг“ – издателство „Богианна“, 2021
- „Понякога“ – издателство „Захарий Стоянов“, 2021
- „П(p)освещения“ – издателство „Захарий Стоянов", 2022
- „Отново да ме обикнеш“ – издателство „Богианна", 2023
- „Прободени носталгии“ – издателство „Лексикон“, 2024
- „3х23 разстояния“ – издателство „Български писател", 2025
- „Мълком" – издателство „Богианна", 2025

### Други
- „Образът на съвременника в младата българска и съветска поезия“ (монография). Издателство на Отечествения фронт, 1984
- „Античната философия през Българското възраждане“ (монография). Издателство „Богианна“, 1996
- „Справедливо е българинът да е българин“ (монография). Академично издателство „Проф. Марин Дринов“, 1998
- (в съавторство) „Очи в очи“ (сборник с кратки очерци). Издателство „Мултипринт“, 1998
- „Виделина“ (монография). Издателство „Богианна“, 2005
- Енциклопедия „Панагюрище“. Издателство „Богианна“ (Българо-швейцарска академия), 2007
- „Нешо Бончев в контекста на Българското възраждане“ (монография). Издателство „Богианна“ (Българо-швейцарска академия), 2009
- „Светлописите на Черновежд“ (монография). Издателство „Богианна“ (Българо-швейцарска академия), 2010
- Енциклопедия „Възрожденски читалища“. Издателство „Богианна“ (Българо-швейцарска академия), 2011
- (в съавторство) „Речник на панагюрския говор“. Издателство „Богианна“, 2014
- „Отблясъци от яснописи“ (есета, отзиви, интервюта). Издателство „Бон“, 2015
- (в съавторство) „Духовният венец на Панагюрище“ (исторически очерк). Издателство „Богианна“, 2015
- „Пътища от думи“ (статии, есета, отзиви). Издателство „Богианна“, 2017
- „Марин Дринов“ (монография). Издателство „Захарий Стоянов“, 2020
- „Серпентини на битието“ (статии, рецензии, интервюта). Издателство „Богианна“, 2020
- „Немският класически идеализъм и новата българска литература. От Възраждането до I световна война“. Издателство „Богианна“, 2022
- „Марко Балабанов“ (монография). Издателство „Захарий Стоянов“, 2022
- „Нешо Бончев“ (монография). Издателство „Захарий Стоянов“, 2023
- „Прелюдии и послеписи“ (статии, отзиви, интервюта). Издателство „Български писател“, 2023